# Аципопулон
Аципо́пулон (греч. Ατσιπόπουλο или Ατσιπόπουλον) — деревня в Греции на Крите. Расположена в 5 километрах к юго-западу от Ретимнона на высоте 172 метра над уровнем моря. Входит в общину (дим) Ретимни в периферийной единице Ретимни в периферии Крит. Население 1392 жителя по переписи 2011 года. Местные жители занимаются в основном выращиванием оливковых деревьев.
Первое упоминание о деревни отыскивается в византийских записях 1182 года.

## Сообщество Аципопулон
В местное сообщество Аципопулон входят четыре населённых пункта. Население 4947 жителей по переписи 2011 года. Площадь 9,449 квадратных километров.
| Населённый пункт | Население (2011), человек |
| ---------------- | ------------------------- |
| Агна             | 363                       |
| Аципопулон       | 1392                      |
| Виоли-Хараки     | 2785                      |
| Панорама         | 407                       |

## Население
| Год  | Население, человек |
| ---- | ------------------ |
| 1991 | 644                |
| 2001 | 1458               |
| 2011 | ↘ 1392             |